# Benamahoma
Benamahoma est un village d'Espagne sur la commune de Grazalema, dans la province de Cadix, communauté autonome d'Andalousie.

## Localisation
Il est à environ 12 km à l'ouest de Grazalema, sur l route A-372.
Il est en rive gauche (côté sud) de la rivière Majaceite.

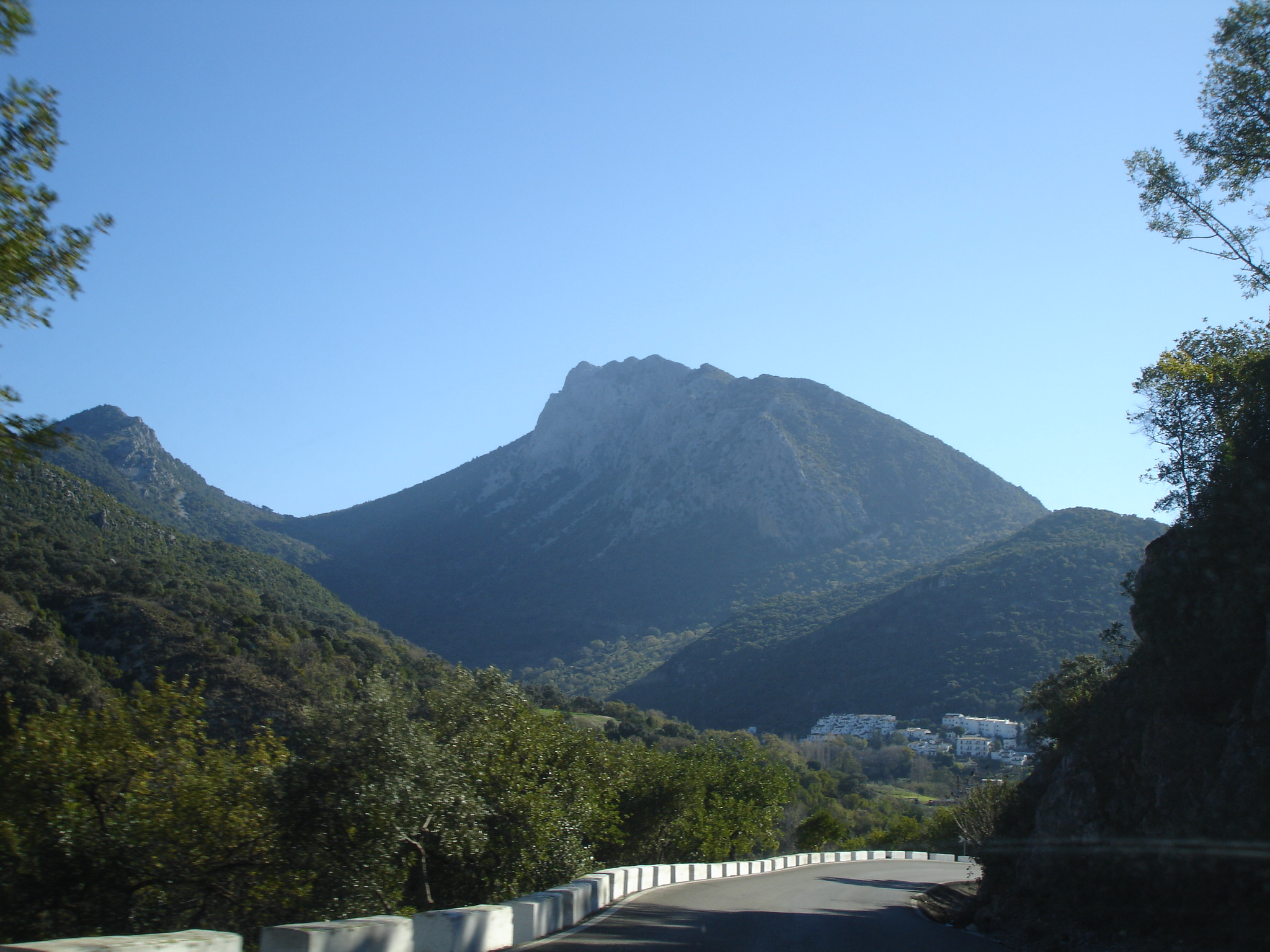
La route A-373 arrivant par l'ouest, longeant le Majaceite à 1 km du village
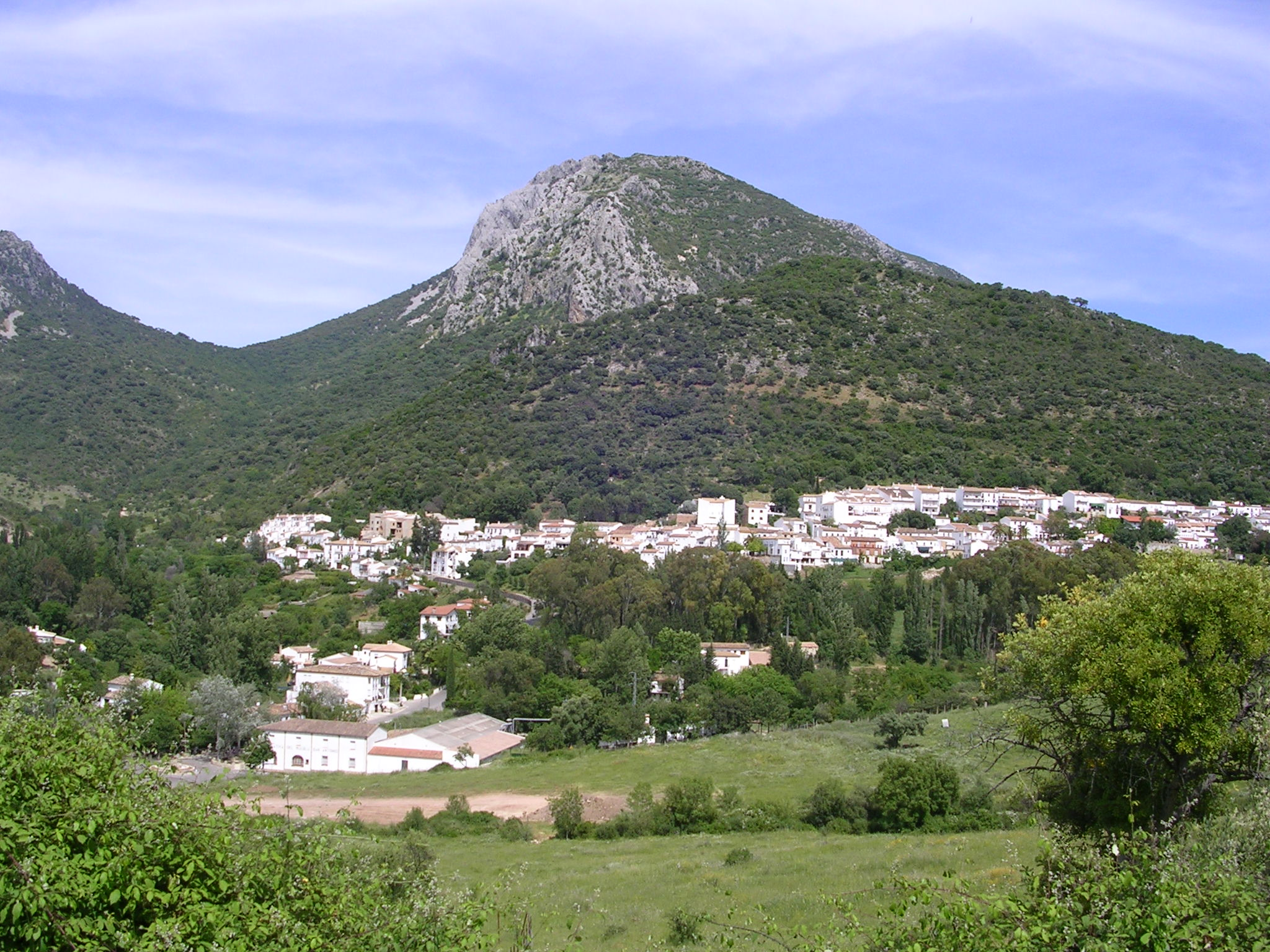
Benamahoma
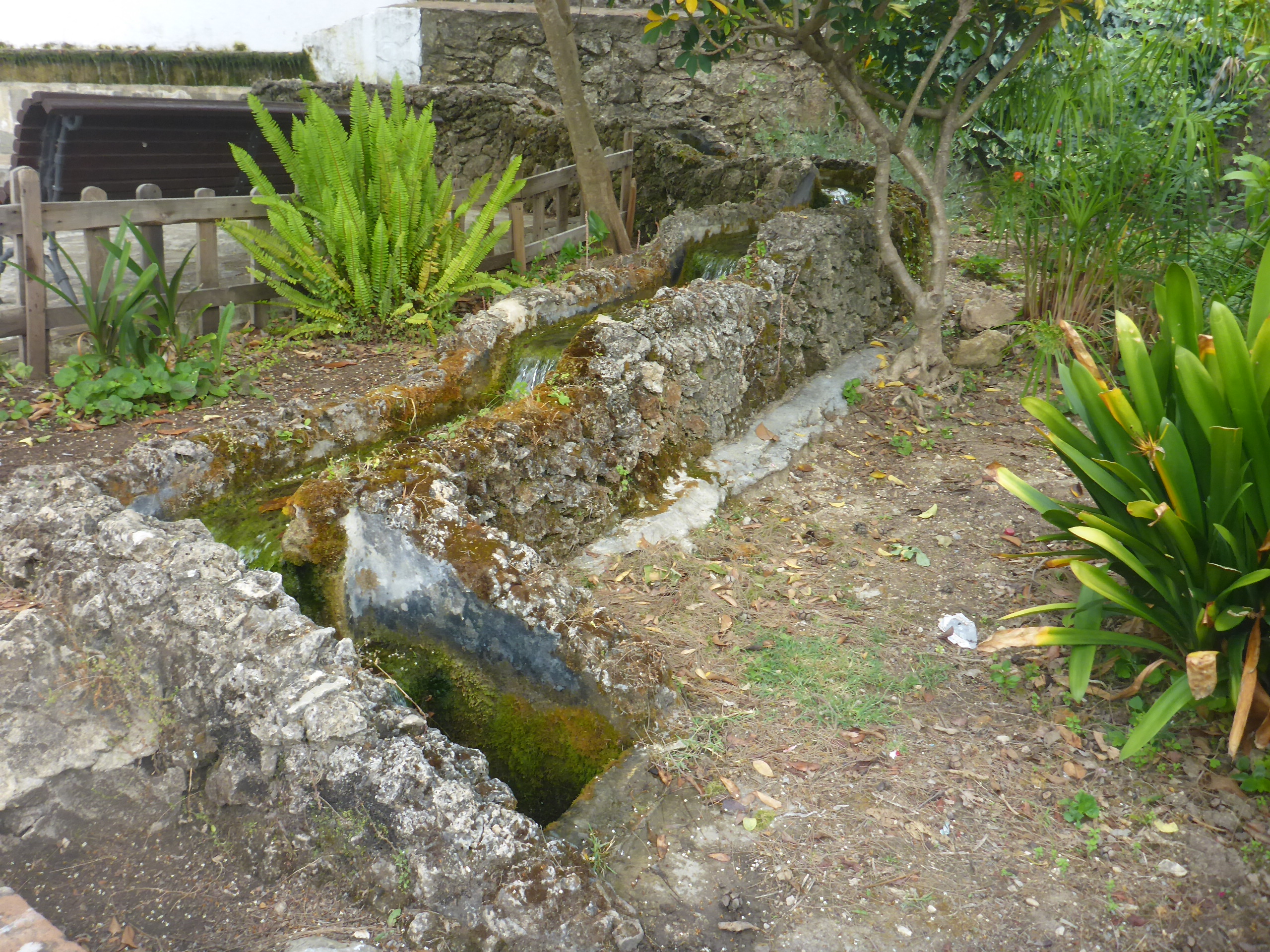
Fontaine des Trois Jets (fuente de los Tres Chorros), Calle la Venta
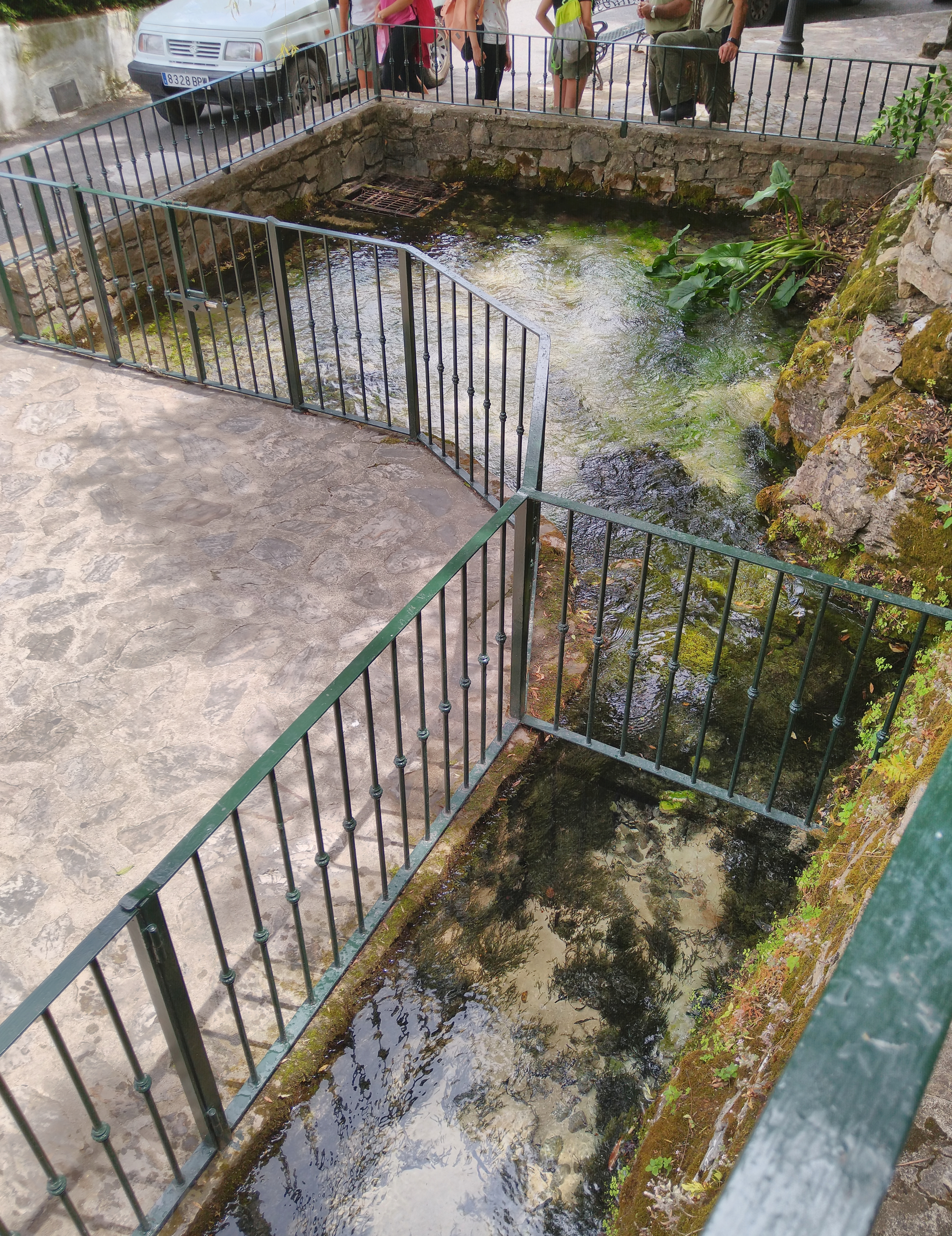
Source dans la Calle Nacimiento
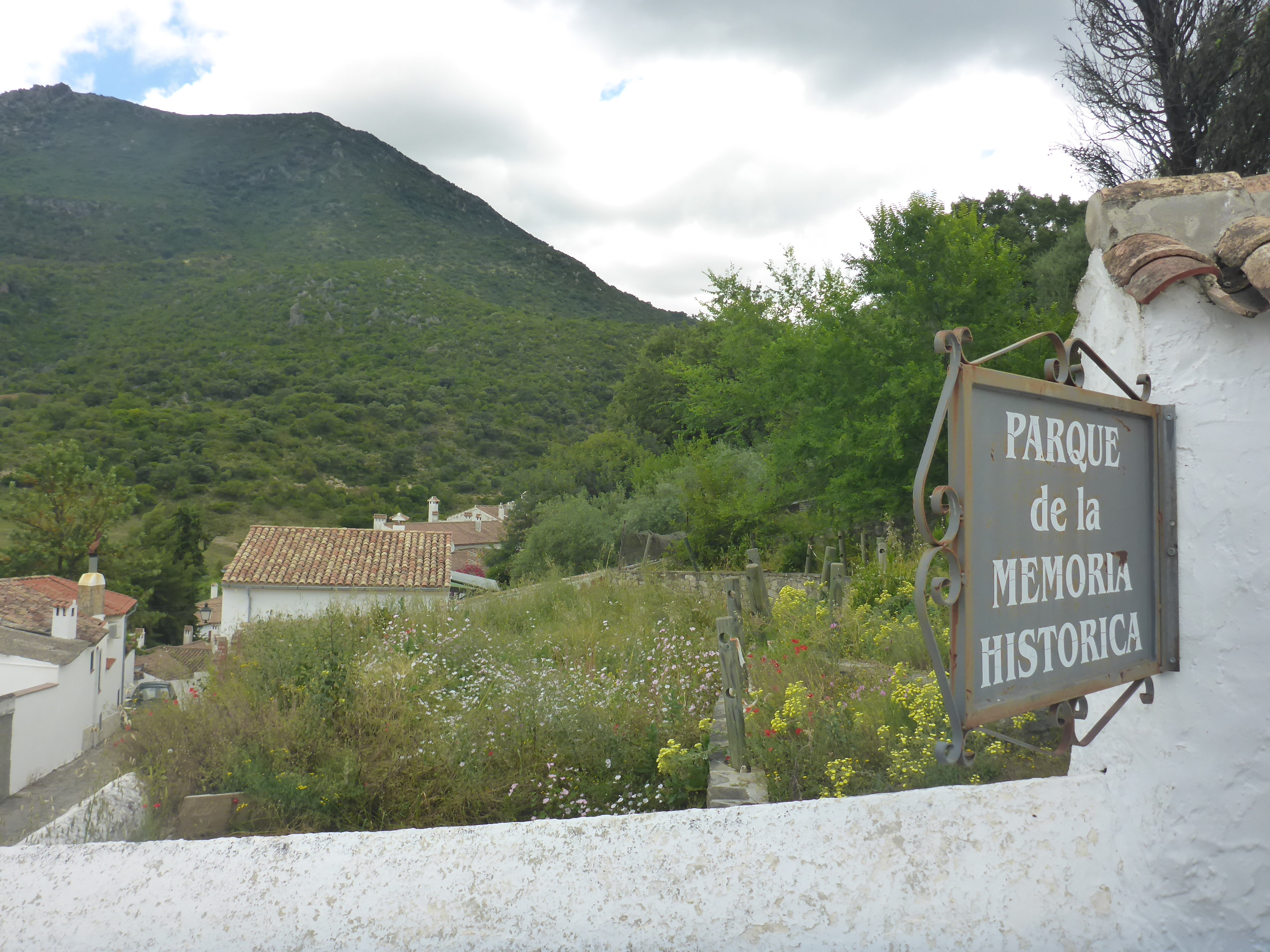
Parque de la Memoria Histórica
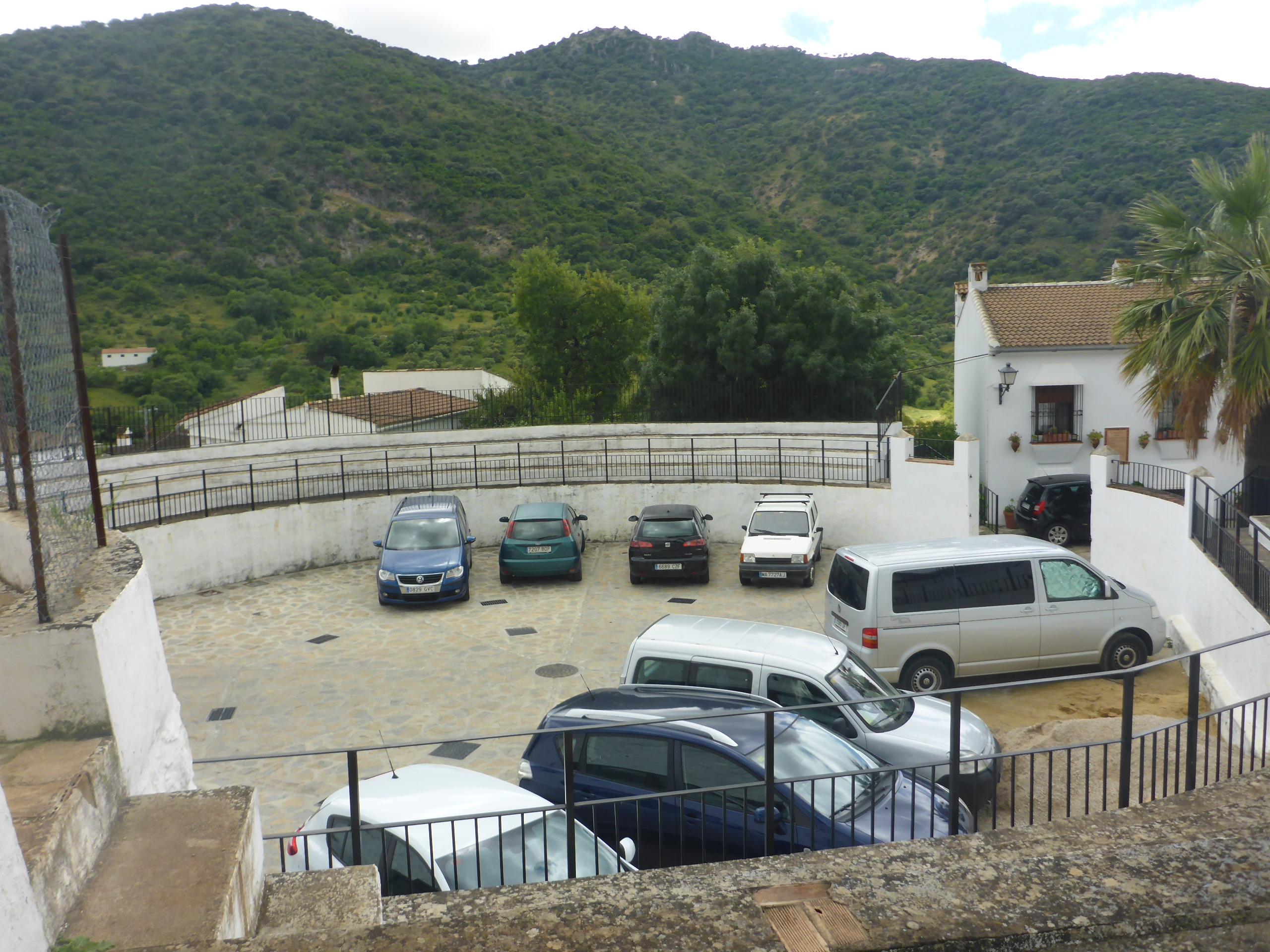
Plaza de Toros
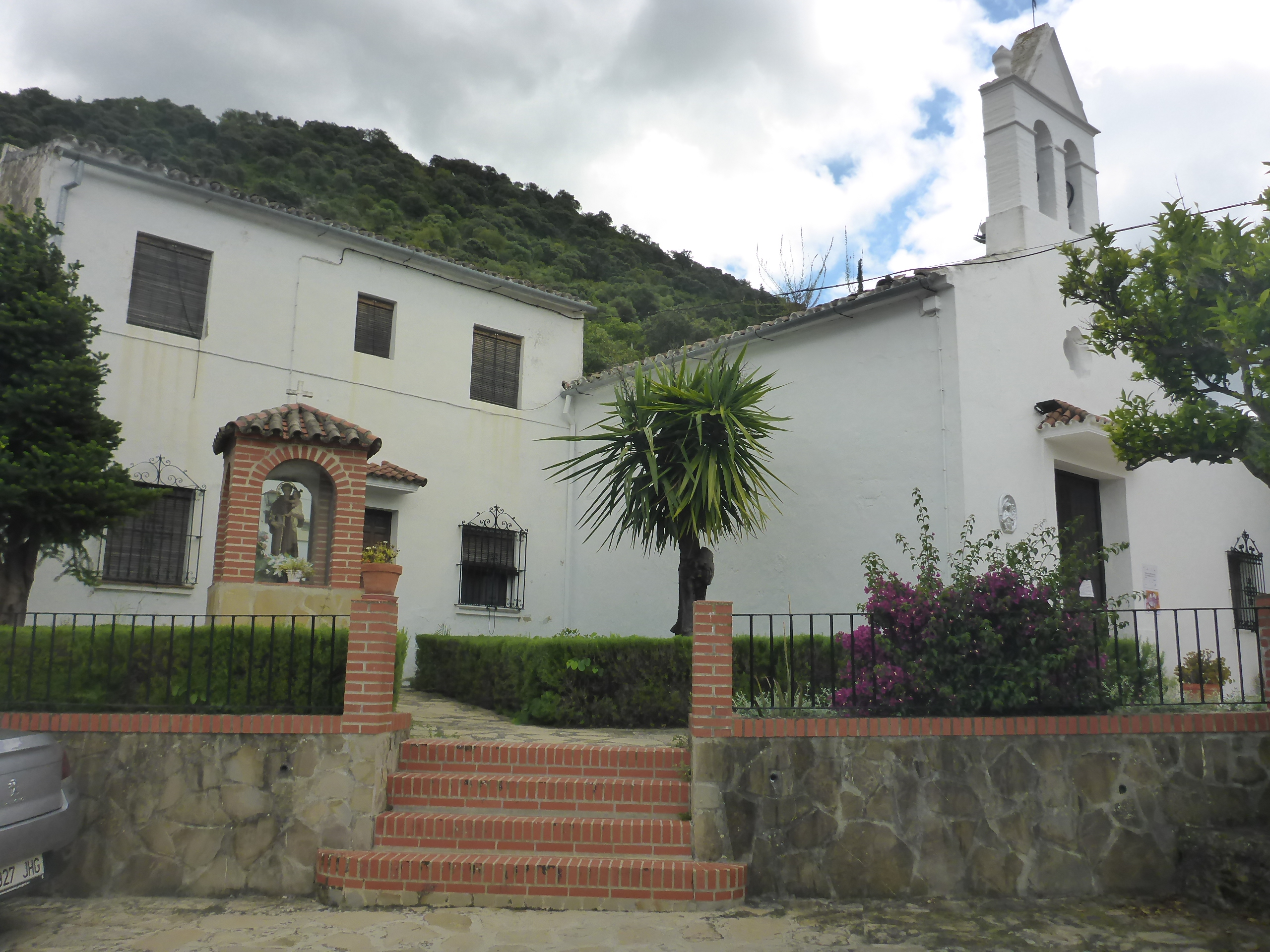
Église paroissiale Saint-Antoide-de-Padoue